# Alexéi Frosin
Alexéi Mijáilovich Frosin –en ruso, Алексей Михайлович Фросин– (Moscú, 14 de febrero de 1978) es un deportista ruso que compitió en esgrima, especialista en la modalidad de sable.
Participó en los Juegos Olímpicos de Sídney 2000, obteniendo una medalla de oro en la prueba por equipos y el sexto lugar en la prueba individual.
Ganó seis medallas en el Campeonato Mundial de Esgrima entre los años 1999 y 2006, y nueve medallas en el Campeonato Europeo de Esgrima entre los años 1997 y 2008.

## Palmarés internacional
| Juegos Olímpicos   | Juegos Olímpicos     | Juegos Olímpicos  | Juegos Olímpicos  |
| Año                | Lugar                | Medalla           | Prueba            |
| ------------------ | -------------------- | ----------------- | ----------------- |
| 2000               | Sídney (Australia)   | Medalla de oro    | Sable por equipos |
| Campeonato Mundial |                      |                   |                   |
| Año                | Lugar                | Medalla           | Prueba            |
| 1999               | Seúl (Corea del Sur) | Medalla de bronce | Sable por equipos |
| 2001               | Nimes (Francia)      | Medalla de oro    | Sable por equipos |
| 2002               | Lisboa (Portugal)    | Medalla de oro    | Sable por equipos |
| 2005               | Leipzig (Alemania)   | Medalla de oro    | Sable por equipos |
| 2006               | Turín (Italia)       | Medalla de bronce | Sable individual  |
| 2006               | Turín (Italia)       | Medalla de bronce | Sable por equipos |
| Campeonato Europeo |                      |                   |                   |
| Año                | Lugar                | Medalla           | Prueba            |
| 1997               | Gdansk (Polonia)     | Medalla de oro    | Sable individual  |
| 1998               | Plovdiv (Bulgaria)   | Medalla de bronce | Sable por equipos |
| 2000               | Funchal (Portugal)   | Medalla de oro    | Sable por equipos |
| 2000               | Funchal (Portugal)   | Medalla de plata  | Sable individual  |
| 2001               | Coblenza (Alemania)  | Medalla de oro    | Sable por equipos |
| 2002               | Moscú (Rusia)        | Medalla de oro    | Sable por equipos |
| 2003               | Bourges (Francia)    | Medalla de oro    | Sable por equipos |
| 2006               | Esmirna (Turquía)    | Medalla de bronce | Sable por equipos |
| 2008               | Kiev (Ucrania)       | Medalla de oro    | Sable por equipos |